# Мокша (народ)

Темниківське князівства на карті мішарських князівств

Етнічний прапор мокшан

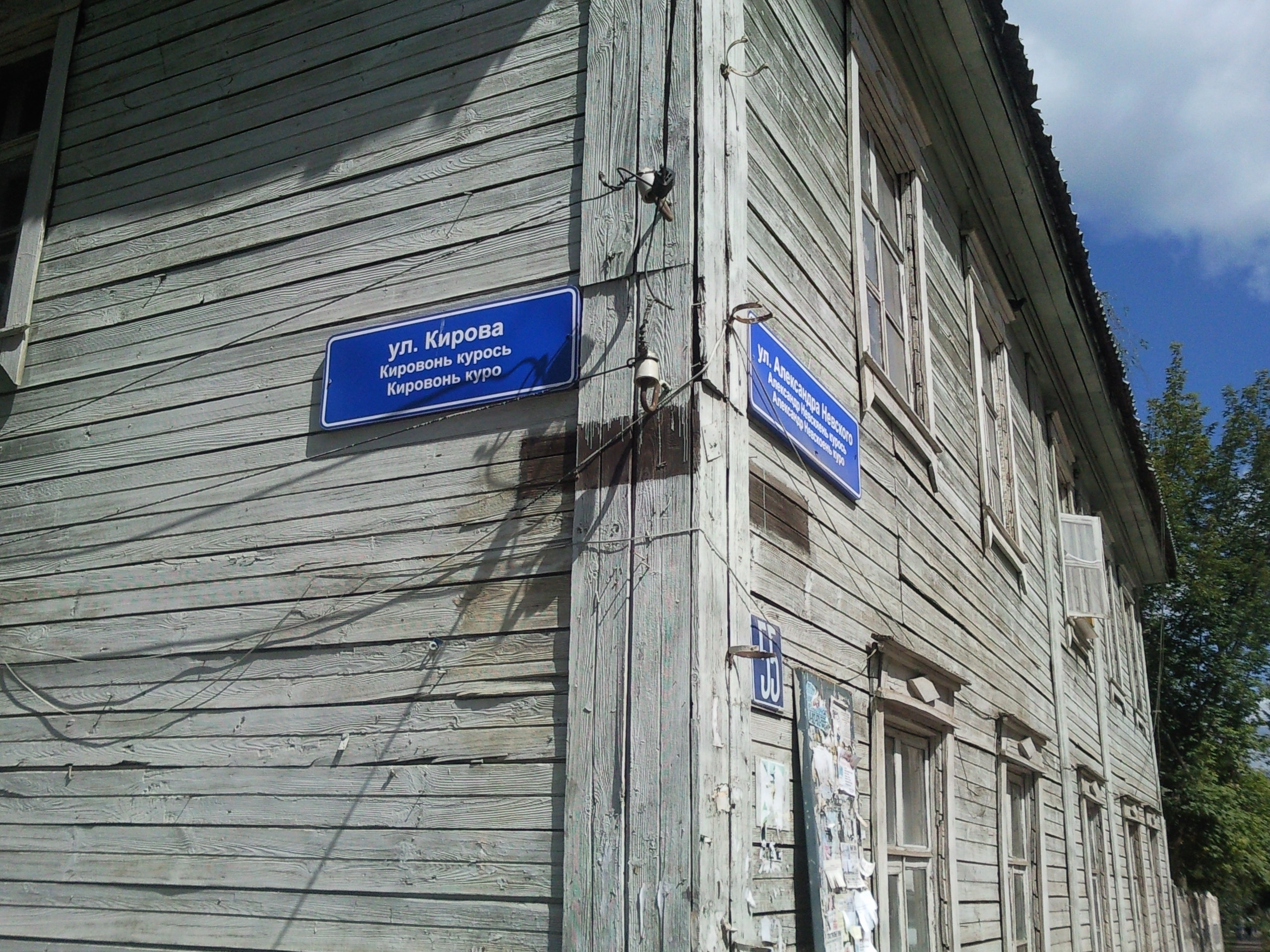
Мокшанська, російська та ерзянська мови на табличці у Саранську

Діалекти ерзян та мокшан у Мордовії

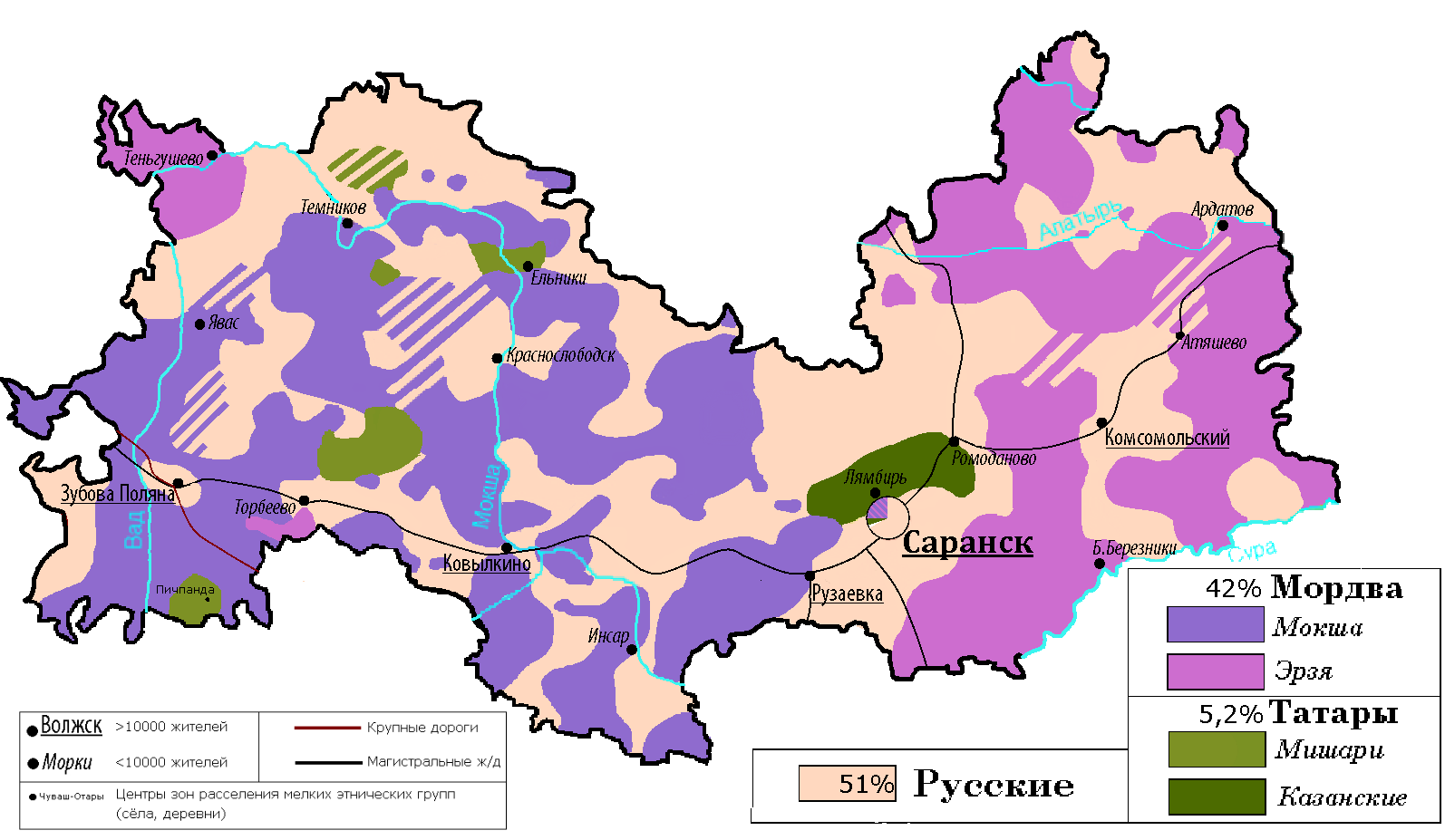
Розселення ерзян та мокшан у Мордовії

Мокшани (мокш. Мокшет/Mokšet) — помилково зараховане фінськими, російськими та радянськими лінгвістами й етнографами першої половини XX сторіччя до фіно-угорських народів через мовно-культурні подібності корінне населення Середньої Волги, зокрема Республіки Мордовія. За офіційною національною номенклатурою, прийнятою у РФ, мокша — етнічна група мордви; за твердженнями частини мокшанських організацій — цілком самобутній, окремий народ, який має право на самовизначення.
Мокша — типові європеоїди з переважанням північночорноморського антропологічного типу. Мокшанська мова — з підгрупи фіно-волзьких мов, фіно-угорської мовної групи. Разом з ерзянською мовою формує підгрупу так званих "мордовських" мов. Згідно з останніми генетичними дослідженнями, єдиного мордовського народу не існує, а є два етноси мокша та ерзя, які не мають спільного походження.
Починаючи з 1950-х, чисельність мокші в Мордовії та Росії невпинно зменшується. Серед причин: закриття мокшаномовних шкіл, міграція поза межі Мордовії, економічна депресія, пропаганда національного нігілізму. Більшість сучасних мокшан — двомовні (говорять мокшанською та російською мовами), хоча до Другої світової переважала мокшано-ерзянська та мокшано-татарська двомовність[джерело?]. Більшість мокшан сповідують православ'я, є також лютерани і прихильники традиційної релігії — мокшень кой.

Весільне вбрання. Нагрудні прикраси мокшанки, Тамбовська губернія, Темниківський повіт, кінець XIX — поч. XX століття

## Етимологія етноніма
Етнонім «мокша», яким представники народу користувалися з давніх (імовірно, після скіфських) часів для самоназви, не запозичений зі стародавніх індоєвропейських мов. Найпоширеніша версія походження етноніму — це прив'язка до гідроніму Мокша. Також окремі вчені простежують зв'язок із санскритським словом «meksha», що означає «витікати, проливати».
Старожили села Мохши, що на річці Мокша, припускають, що річка одержала свою назву за іменем давньої поганської богині на ім'я Мокош (проте ця версія досі не знайшла своє підтвердження). У витоку річки розташована оглядова альтанка, а поруч встановлена скульптура. Їй поклонялися лісові племена, які жили в цих місцях тисячу років тому, вважали Мокош покровителькою родючості. Назву залишено древнім індоєвропейським племенем, що мешкали на берегах річки Оки, які говорили мовою, близькою до балтійських мов.

## Історія
На думку деяких істориків та антропологів, предків мокшів можна ототожнити з мушками, прабатьківщина яких знаходилась далеко на Південь від Кавказьких гір. На зламі XIX-XX ст. навіть були зроблені спроби зіставити колишню вірменську провінцію Моксоне з регіоном Мушкі на основі ассирійських джерел і τῶν Μοσχικῶν ὄρη або Μοξιανοί, що засвідчено у Географії Птолемея. Тогочасны мокші-мушки (тобто, пращури сучасних мокшан) мали деякі схожі традиції з населенням колишньої вірменської провінції Мокс (яка зараз населена курдами), оскільки культивували просо, збирали мед (займалися бортництвом).
Впродовж IX-XII століття мокшанський народ мав власну державність (лат. Regnum Moxelanum) із центром у місті Нороньщащть (нині село Наровчат Пензенської області). Тут знаходився палац панівної династії Мордуканів і монетний двір, торговище і посольства сусідніх держав: Волзької Булгарії, Русі, Персії. З татарською навалою Нороньщащть занепав і на роки втратив колишню велич. Прикметно, але в історіографії "Моксель" (мокш. Moks-El, або ж Мокшонь элькун) — узагальнена назва мокшанської держави раннього Середньовіччя або союзу племінних царств на величезній території від Лівобережжя Дніпра (сучасна Полтавщина) до річки Цна (теперішні Рязанщина та Мордовія).
До появи руських дружин у IX ст. мокшани мали цілком мирну співпрацю у галузі торгівлі з сусідами: ерзями (аорсами) та східними угорцями (пізніше їх називали мажарами або мішарами). У праці хроніста Йордана всі вони згадуються й описуються під сукупною назвою Mordens, з уточненням, що спільно контролювали Волзький торговий шлях "із варягів у греки" і брали активну участь у работоргівлі. Згодом, а саме у XII-XIII ст. вели війни з ерзянами.
На чолі з князем-каназором Пурешом увійшли до складу татарської армії під проводом представників династії Чинґізидів. Добровільно брали участь у Західному поході Батия задля викупу жінок і дітей, які лишилися вдома. Брали участь у битві при Легниці, однак через волелюбний дух мокшанські загони були знищені татарами під командуванням Субедея. Роджер Бекон у своїй роботі Opus majus згадує, що мокшани перебували в авангарді татарського війська та брали участь у битвах за Люблін і Завихост. За твердженням Бенедикта Поляка, мокшанське військо зазнало значних втрат під час штурму фортеці Сандомир у лютому та Кракова — у березні того ж року. У відповідь на розправу у далеких татарських тилах починається повстання під проводом Нарчатки, доньки Пуреша. Прикметно, але руських літописних джерелах тогочасне державне утворення мокшан відоме як Пурешева волость.
На зламі XIII-XIV ст. на етнічних мокшанських землях постає державне утворення Золота орда, рештки місцевої еліти (оцязори) за вірну службу навіть одержують ярлики на князювання. Її столицею хан Узбек робить місто Нороньщащть, давши поселенню нову назву — Мухши (татар. موحشا). Тут у 1313-1394 рр. ординські володарі карбують власну срібну монету, розбудовують палац, мечеть, медресе, водогін, торговище із готелями для купців. Вперше і зовсім випадково на руїни Мухши-Нороньщащтя у 1913 р. натрапив археолог А Кротков, який виявив золоті та срібні монети Хазарського каганату і Золотої орди. Десятиліттям пізніше його наукові висновки підтвердили та суттєво розширили теоретично дослідники Саратовського університету — археолог В. Лєбєдєв, нумізмат Б. Зайковський і краєзнавець-етнограф І. Черапкін. Вони аргументовано довели, що мокшанське місто у Середньовіччя було одним із великих за кількістю населення торгових центрів XII-XIV ст. Однак вже у 1395 р. військо аміра Тимура вщент зруйнувало Мухшу, лишивши у живих тільки місцевих старих жінок-мокшанок, яких під страхом змусили прийняти сунітський іслам; уцілілі ж чоловіки пішли на Північ у прилеглі ліси. На довгий час межиріччя Цни, Мокши, Сури та Хопра стає безлюдним коридором для різних кочовиків.
Приблизно у 1388 в ядрі мокшанської етнічної території під проводом хана Бехана утворюється Темниківське князівство, також відоме у хроніках під назвою Мурунза (італ. Tartari di Mordua), а згодом спільно з ерзянами Касимовське ханство. Обидва ці утворення мали прямий вплив на Московську державу, котра ще й сплачувала їм данину. У XV ст. володіння, адміністративно поділеного на біляки, Темниківського князівства сягали витоків Сури. Туди разом із мокшанами стали селитися ерзяни та мішари, які служили хлібозаготівельниками у ханському війську і платили відповідний податок (татар. ekmek vergisi).
За царювання Івана IV Лютого Московська держава намагається позбутися залежності від сусідів шляхом спустошливих набігів, спалюючи села, де не було військових залог. У 1598-1613 рр. під час так званої Смути настає коротке затишшя у відносинах із володарями Темникова та Касимова. Тоді там активно розвивається економіка, головну роль в якій грали: землеробство, бортництво, хутряна і шкіряна промисловість, рибальство, видобуток солі та золота. Панівною релігією у Темниківському князівстві та Касимовському ханстві був іслам, хоча ерзяни намагалися зберігати прихильність традиційним віруванням. Остаточно землі мокшан (Мокшень Мастор) та їхніх сусідів у Поволжі були поглинуті й асимільовані Московською державою вже за царювання династії Романових у XVII ст.
Затим розпочалася нова доба — колонізаційна кампанія примусового навернення у московську версію православ'я з соціально-економічними та мовно-культурними утисками тубільного населення. Показово, але місцева колишня аристократія (такі, як рід Мордвінових) змогла зберегти власні привілеї, увійшовши у російське дворянство. Натомість наслідком насильного змосковщення безземельних і бідних мокшан була низка повстань під проводом Степана Разіна, Омеляна Пугачова, Свіязька різанина, Акрамівська бійня тощо. Всі вони зазнали невдачі: учасників здебільшого страчено, а решту вцілілих вивезено на Сибірську каторгу.
За царювання Петра I безземельні мокші разом із сусідами (ерзя, марі, чуваші, удмурти) були практично повністю віднесені до страти так званих державних селян, які платили подушну подать. Натомість знать, котра приймала православ'я, зберігала свій статус, а іноді навіть підвищувала його з відповідними дворянськими наділами. Поширена була практика взяття в аманати (заручники) представників еліти, які натомість отримували деякі привілеї. З XVIII ст. починається втеча селян із мокшанських сіл. Основна причина — роздача землі під маєтки та переведення з державних селян у кріпаки. Серед інших причин — насильницьке хрещення: до відмовників вживалися заходи насамперед економічного характеру; за хрещення, навпаки, надавали пільги. Процес християнізації, з усім тим, закінчується до кінця XVIII ст. Утиски з боку держави Романових спричинили участь мокшан повстаннях і селянських війнах, що завершувалося втечею на Дон, Яїк, у пониззя Волги, Заволжя, Сибір.
Всередині російського царату панували ідеї неодмінної та бажаної асиміляції всіх корінних народів Поволжя, мокшан зокрема. У Санкт-Петербурзі, Москві та Нижньому Новгороді як основних центрах русифікації імперії панувала впевненість у тому, що мокші незабаром припинять своє існування як окремий етнос через повне (навіть, назверх ілюзорне) набуття ознак російськості. Однак подібні прогнози та плани мали мало спільного із тогочасною дійсністю, про що свідчить фінський етнограф і мовознавець Г. Паасонен, який здійснив науково-дослідні подорожі регіонами компактного проживання волзьких фіно-угрів.
На початку XX ст. мокшани переважно жили селянською працею. Більшість із них мали крихітні земельні наділи та зубожіли у злиднях під тиском поміщиків і православних попів. Знаково, що до пролетарів долучалися одиниці, хоча урбанізація таких міст, як Пенза, Тамбов і Саранськ відбувається за рахунок чоловіків-мокшан. Не дивно, що стихійні збурення під час революції 1905-1907 рр. набули масовості у цих губерніях, де, згідно з жандармськими звітами, розгромлено понад 500 поміщицьких маєтків. За це кілька тисяч мокшанських селян зазнали тілесних тортур, арештів і Сибірської каторги. До розвалу Російської імперії у 1917 р. етнічні землі мокшан були адміністративно поділені між 4 губерніями: Пензенською, Саратовською, Симбірською і Тамбовською.
На початку XX ст. виник рух мокшанської інтелігенції за національно-культурне відродження свого народу, яка діяла з ерзянськими колегами. Спільно вони зосередилися на просвітницькій діяльності. З вибухом Лютневої революції 1917 року діячі національного відродження закликали владу організувати навчання та богослужіння мокшанською та ерзянською мовами. Політична активність обмежувалася спробами отримати представництво у всеросійських владних структурах. Опісля Жовтневого перевороту, влаштованого більшовиками, одна частина мокшан увірувала у пропагандистські гасла і підтримала червоних, інша — навпаки з недовірою поставилася до заколотників і взяла активну участь в антибільшовицьких повстаннях (найбільшим з яких було Антонівське).
У 1920-ті рр. в умовах так званої "нової економічної політики" та коренізації мокшанам вдалося не тільки законсервувати попередні здобутки й надбання у галузі науки та культурно-історичного відродження, а й ініціювати утворення автономної Ерзяно-Мокшанії з центром у Саранську всередині РРФСР. Надалі сталінський терор завдав тяжкого удару по всіх сферах життя мокшан і ерзян, яких почали одночасно русифікувати та мордвинізувати, стираючи відмінності між цими достоту різними фіно-угорськими народами. Весною 1935-го у Саратові, Пензі, Тамбові та Саранську силові органи СРСР взялися за мокшанську інтелігенцію. Під ударом опинилися такі видні діячі, як етнограф і мовознавець-перекладач І. Чєрапкін, археолог і нумізмат Б. Зайковський, історик-фольклорист П. Галаєв, педагог К. Абодєєв, редактор та інженер-новатор Н. Ковальов та інші, чиї імена вже втрачені в архівах НКВС. Саме вони, незважаючи на насаджуваний із московського Кремля «мордвінізм», успішно просували серед малограмотного мокшанського народу, особливо сільської місцевості, мокшанську ідею (мокшень ванф), намагаючись із розрізненого етносу, який мешкав дисперсно, створити модерну націю, що могла спиратися на свої власні ресурси. У цілому, жорна репресій 1930-х рр. і Друга світова війна загубили цвіт мокшанської нації.
Новий поштовх до національно-культурного руху став можливим лише наприкінці доби "перебудови" та після розвалу СРСР. У 1990-х рр. у Мордовії розгорнуто діяльність спільного ерзяно-мокшанського товариства "Масторава". Його представники беруть активну участь у формуванні республіканської конституції та органів місцевого самоврядування. Станом на сьогодні питомо мокшанські етнічні організації, дозволені російською владою, зосереджена в основному на питаннях функціонування та навчання рідною мовою, культурних подій і влаштуванням показових виїзних фольклорних свят. У цілому курс Кремля на жорстку централізацію всередині РФ жодним чином не сприяє розвитку національного життя мокшан, як і інших сусідніх народів.

## Мокшень Мастор і територія розселення
Перша інформація про чисельність мокшан з'явилася в результаті перепису 1926 р. У документі містяться дані про 392 400 представників етносу. У роки радянської влади з'явилася тенденція об'єднання мокши та ерзі в єдиний народ, тому відомості про зміну показника невідомі. Перепис 1989 р. показав, що на території нинішньої Республіки Мордовія проживало 180 000 представників народу мокша. Складність чесного й точного підрахунку мокшан полягала у небажанні влади СРСР сприяти розвитку національного руху, частіше записуючи представників цього фіно-угорського (за мовно-культурними ознаками) етносу у «мордву» чи «росіян».
У 2010 р. мокшанами називали себе лише 4767 осіб. На різке скорочення показника вплинула потужна пропагандистська політика, спрямована на об'єднання двох націй в єдиний народ. Дослідники оцінюють чисельність мокші в 300 000 осіб. Важливе уточнення, генетичний ландшафт мокші вказує на яскраву своєрідність їхнього генофонду. Регіон генетично близьких ДНК-значень охоплює лише невеликий ареал популяцій середньої течії Волги (басейн річок Мокша, Цна, Хопер), строго обмежуючись її правобережжям. Звернемо особливу увагу і на те, що на відміну від ерзян генофонд мокшан генетично близький до кримських татар (киримли). Як стверджує генетик і антрополог О. Балановський, генетичний ландшафт мокшан відповідає гаплогрупі Y-хромосоми, вказуючи на суттєву відмінність мокшан не тільки від генофонду слов'янських, фіно-угорських, а й інших сусідніх народів. Окрім того, вдомості про частоти 15 гаплогруп Y-хромосоми довели, що популяції мокшан й ерзян не входять до єдиного кластера.
За результатами Всеросійського перепису 2021 року, станом на січень 2023 року на теренах РФ налічувалося понад 484 тисячі осіб, які ідентифікували себе як "мордва". У 2010 році їхня кількість була 744 тисячі осіб. При цьому понад 220 тисяч із них у новому переписі заявили, що володіють «мордовською» мовою. У 2010 році число таких було 392 тисячі осіб. З них майже 20 тис. осіб повідомили, що їх рідна мова — мокшанська (2010 року таких було лише 2 тис.), а ерзянською — понад 40 тис. (2010 року їх налічувалося близько 39 тис.). Загальна кількість саме етнічних мокшан нині обраховується у межах 11-15 тис. осіб, що демонструє фактичну депопуляцію колись багатомільйонного народу. Більшість мокшан продовжують мешкати на своїх історичних землях, які самі мокшани часто називають «Мокшень Мастор» (дослівно з мокш. Країна Мокшан). Територія Країни Мокшан охоплює південно-західну частину Республіки Мордовія (включно із Саранськом), всю Пензенську, Тамбовську і більшу частину Воронезької області, південний схід Рязанської, Тульської і Курської областей, північний схід Білгородщини. На заході землі Країни Мокшан сягають Вовчанського району Харківщини.
Восени 2022 року на тлі російської воєнної агресії проти України представники мокшанської діаспори сформували закордонний Комітет і розповсюдили у пресі свій маніфест. Як висновується з тексту документа, століттями пригноблений московитськими загарбниками корінний етнос Надволжжя має намір боротися за свою свободу і національний суверенітет, а тому документ потребує розголосу. Наразі представники позаросійської мокшанської громади вже увійшли до складу Ліги Вільних Націй. На початку літа 2023 року Комітет представників народу Мокша (на еміграції) розширився й реорганізувався у Мокшанський національний комітет. Туди також увійшли неназвані задля особистої безпеки члени підпільного руху опору з Мордовії, Пензенської, Тамбовської та Саратовської областей РФ. На цьому тлі голову Комітету на правах учасника-спостерігача запросили долучитися до новоутвореного Альянсу корінних народів. Влітку 2023 року та весною 2023 року Мокшанський національний комітет звернувся до співвітчзників із закликом саботувати мобілізаційні заходи у РФ. Згідно з інформацією у відкритих джерелах, Силами оборони України на Луганщині було ліквідовано так званий національний батальйон «Аралай», на позір сформований із понад 300 асимільованих етнічних мокшан Мордовії віком від 25 до 60 років.

## Відомі мокшани
- Тюштень — легендарний культурний герой і полководець, останній цар мокшан, що стояв на чолі об'єднаної мокшанської держави
- Селік — національний герой, засновник Селікси[64]
- Пуреш (1190? — 1241) — цар, полководець, заради порятунку свого народу взяв участь в Західному поході[65]
- Мокшій (1300-ті рр.) — кілічей Великого князя московського Дмитра Донського
- Нарчатка (1210? — 1242) — мокшанська цариця, воячка, героїня війни з монголами
- Атямас (? — 1242) — син царя Пуреша, полководець, учасник Західного походу
- Микола Мордвинов (1754–1845) — граф, російський адмірал
- Митрополит Антоній (Вадковський) (1846–1912) — єпископ Виборзький і Фінляндський, представник Російської Церкви в Англії, доктор богослов'я і прав Оксфордського та Кембриджського університетів
- Черапкін Йосип Григорович (1884–1935) — мовознавець, дослідник, репресований у 1935 (до тепер не реабілітований)[66]
- Дорофеєв Захар Федорович (1890–1952) — основоположник нової мокшанської літератури, поет, учасник Першої світової війни
- Безбородов Михайло Ілліч (1907–1935) — поет, перекладач
- Кіжеватов Андрій Митрофанович (1907–1941) — захисник Брестської твердині, Герой Радянського Союзу (звання присвоєно посмертно)
- Дев'ятаєв Михайло Петрович — військовий льотчик, герой Другої світової війни, знаменитий своєю втечею з концентраційного табору на острові Узедом на викраденому ним літаку
- Олексій Мокшоні (1898–1971) — секретар консульського відділу представництва СРСР в Австрії, професор кафедри політекономії Московського педагогічного інституту ім. В. І. Леніна
- Карасьов Олексій Іванович (1910–1980) — письменник
- Віард Василь Іванович (1907–1971) — письменник, учасник війни
- Василь Шукшин (1929–1974) — радянський актор, сценарист, письменник[67]
- Ковальова Ольга Василівна (1881—1962) — оперна співачка (контральто), заслужена артистка РРСФР (1934), народна артистка РРФСР (1947)[68]
- Семенкін Геннадій Іванович (1935—2005) — (1974—1990) перший секретар Бійського райкому КПРС, (1991—2000) голова адміністрації Бійського району Алтайського краю, Герой соціалістичної праці, Почесний громадянин Бійського району
- Феоктістов Олександр Павлович (1928—2004) — професор, фіно-угрознавець
- Єльмеєв Василь Якович (1928—2010) — доктор філософських наук, доктор економічних наук, професор факультету соціології Санкт-Петербурзького державного університету, фахівець у галузі соціальної філософії, методології науки, соціології та економіки науки, зробив вагомий внесок у створення політекономічної теорії науки
- Антонова Марія Миколаївна (24 серпня 1926 — 1 березня 2020) — співачка; Народна артистка РРФСР (4 січня 1980)
- Азрапкін Юрій (1939) — мокшанський дитячий поет та мовознавець.
- Пудін Олександр Іванович — письменник, драматург, поет
- Маскаєв Олег Олександрович — боксер-професіонал
- Кошелєва Ніна Василівна — композитор, Лауреат премії імені Д. Д. Шостаковича Спілки композиторів Росії
- Пінясов Григорій Ілліч — письменник, драматург
- Іван Чигодайкін — поет-фронтовик, письменник, член спілки письменників СРСР
- Микола Меркушкін — губернатор Самарської області
- Євген Чичваркін — російський мільйонер, підприємець, співзасновник і колишній співвласник мережі салонів стільникового зв'язку «Евросеть»
- Павло Шиндяйкін — художник, директор Нижньогородського художнього училища, заслужений діяч науки РФ
- Сергій Кирдяпкін — російський легкоатлет (спортивна ходьба), олімпійський чемпіон XXX Олімпійських ігор 2012 року в Лондоні, дворазовий чемпіон світу (2005 і 2009 років) на дистанції 50 км, заслужений майстер спорту Росії
- Олексій Маресьєв — радянський літун часів Другої світової війни[69]
- Володимир Жириновський — російський політик[69]
- Дмитро Устинов —радянський політичний та військовий діяч, Міністр оборони СРСР (1976—1984)ref name="content"/>
- Валерій Чкалов — радянський літун-випробувач[69]
- Світлана Хоркіна — російська гімнастка[69].